# ميخائيل فروبيل
كان ميخائيل ألكساندروفيتش فروبيل (17 مارس 1856- 14 أبريل 1910، بالتقويم الجديد) رسامًا ومصممًا ونحاتًا روسيًا. يعتبر فروبيل، وهو أستاذ مبدع غزير الإنتاج في مختلف الوسائط مثل الرسم والتصميم والنحت الزخرفي والفن المسرحي، أحد أهم الفنانين في التقليد الرمزي الروسي وشخصية رائدة في الفن الحديث.
في سيرة فروبيل التي صدرت عام 1990، اعتبرت مؤرخة الفن السوفييتي نينا ديميتيرفا حياته وفنه دراما من ثلاثة فصول لها مقدمة وخاتمة، في حين كان الانتقال بين الفصول سريعًا وغير متوقع. تشير «المقدمة» إلى سنواته الأولى من الدراسة واختيار مسار وظيفي. بلغ «الفصل الأول» ذروته في ثمانينيات القرن التاسع عشر عندما كان فروبيل يدرس في الأكاديمية الإمبراطورية للفنون، ثم انتقل إلى كييف لدراسة الفن البيزنطي والمسيحي. توافق «الفصل الثاني» مع ما يسمى «بفترة موسكو» التي بدأت مع لوحة الشيطان جالسًا في 1890، تلاها زواج فروبيل من مغنية الأوبرا ناديزدا زابيلا فروبيل، وكانت جليسته منذ مدة طويلة، وانتهى عام 1902 مع لوحة الشيطان حزينًا وما تلاها من دخول الفنان المستشفى. استمر «الفصل الثالث» من 1903 حتى 1906، عندما كان فروبيل يعاني من مرضه العقلي الذي قوض تدريجيًا قدراته الجسدية والفكرية. خلال السنوات الأربع الأخيرة من حياته، حيث كان أعمًى بالفعل، عاش فروبيل جسديًا فقط.
في 1880- 1890، لم تجد تطلعات فروبيل الإبداعية دعمًا من الأكاديمية الإمبراطورية للفنون ونقاد الفن. ومع ذلك، كان العديد من هواة جمع التحف والرعاة الخاصين مفتونين بلوحاته، بما في ذلك المايكيناس (راعي الفن) الشهير سافا مامونتوف، بالإضافة إلى الرسامين والنقاد الذين ائتلفوا حول مجلة مير إيسكوستفا. في النهاية، عرضت أعمال فروبيل في المعارض الفنية الخاصة بمير إيسكوستفا ومعارض سيرغي دياغيليف الاستذكارية. في بداية القرن العشرين، أصبح فن فروبيل جزءًا حيويًا من الفن الجديد الروسي.

## صيرورته رسامًا

### موطنه، وطفولته، وبلوغه
لم تكن عائلة فروبيل من طبقة النبلاء. كان الجد الأكبر للفنان –أنتون أنتونوفيتش فروبيل (من الكلمة البولندية: wróbel، وتعني العصفور)- في الأصل من بياليستوك، وعمل قاضيًا في بلدته المحلية. صار ابنه ميخائيل أنتونوف فروبيل (1799- 1859) عسكريًا محترفًا. تقاعد برتبة لواء، وتزوج مرتين وأنجب ثلاثة أبناء وأربع بنات. خلال السنوات العشر الأخيرة من حياته، عمل ميخائيل أنتونوفيتش بصفة أتامان لأستراخان القوزاق. في ذلك الوقت، كان حاكم أستراخان رسام الخرائط والأميرال الشهير غريغوري بازارجين. تزوجت ابنة الحكام آنا لاحقًا من الابن الثاني لميخائيل أنتونوفيتش من زواجه الأول، ألكساندر، الذي تخرج لاحقًا في فيلق كاديت، وخدم في فوج المشاة تنجين، وشارك في حروب القوقاز والقرم. في عام 1855، وُلدت طفلتهما الأولى آنا ألكساندروفنا (1855- 1928). إجمالًا، أنجبا أربعة أطفال، وُلدوا واحد تلو الآخر.
وُلد ميخائيل فروبيل في 17 مارس 1856. في ذلك الوقت، عاشت عائلة فروبيل في أومسك حيث كان الإسكندر يعمل ضابطًا في فيلق السهوب السيبيري الثاني. وُلد طفلان آخران، ألكسندر وإيكاترينا، في أومسك، لكنهما ماتا قبل المراهقة. أدت الولادات المتكررة والمناخ السيبيري إلى إضعاف صحة والدة ميخائيل كثيرًا وتوفيت في عام 1859 بسبب السل. كان الرسام المستقبلي يبلغ من العمر ثلاث سنوات فقط عندما توفيت والدته. من ذكريات ميخائيل عن تلك الفترة أن والدته كانت مريضة راقدة في الفراش تقص لأطفالها «أناسًا صغارًا وخيولًا وشخصيات رائعة مختلفة» من الورق. نظرًا لكونه طفلًا ضعيفًا منذ ولادته، لم يبدأ ميخائيل المشي حتى سن الثالثة.
بسبب التنقل المستمر لوالدهما، أمضت آنا وميخائيل طفولتهما في الانتقال إلى الأماكن التي كُلف ألكساندر بالخدمة فيها. في عام 1859، عُين في أستراخان حيث كان لديه أقارب قادرون على مساعدته في رعاية الأطفال، ولكن في عام 1861 اضطرت العائلة إلى الانتقال إلى خاركيف. هناك، تعلم الصغير ميخائيل بسرعة القراءة وطور اهتمامه بالرسوم التوضيحية للكتب، خاصة الموجودة في مجلة «زيبوفيسنوي أوبوزريني».
في عام 1863، تزوج ألكسندر فروبيل للمرة الثانية من إليزافيتا فيسيل من سانت بطرسبرغ، والتي كرست نفسها لأطفال زوجها (لم يولد طفلها حتى عام 1867). في عام 1867، انتقلت العائلة إلى ساراتوف حيث تولى البودبولكوفنيك فروبيل قيادة حامية المقاطعة. تنتمي عائلة فيسيل إلى طبقة الأنتليجنسيا، وهي فئة من المتعلمين المنخرطين في تشكيل ثقافة وسياسة مجتمعهم. تخرجت أخت إليزافيتا فيسيل من معهد سانت بطرسبرغ الموسيقي وساهمت بشكل كبير في إدخال ميخائيل إلى عالم الموسيقى. قضت إليزافيتا نفسها الكثير من الوقت في تحسين صحة ميخائيل، حتى أنه ذكر لاحقًا بصورة ساخرة أنها جعلته يتبع «حمية اللحوم النيئة وزيت السمك». ومع ذلك، لا شك في أنه مدين بقوته الجسدية للنظام الغذائي الذي حافظت عليه زوجة أبيه. بالإضافة إلى ذلك، شارك أخو إليزافيتا، المعلم المحترف نيكولاي فيسيل، في تعليم الأطفال من خلال تقديم ألعاب تعليمية وترفيه منزلي. على الرغم من العلاقات الجيدة عمومًا بين جميع الأقارب، ابتعدت آنا وميخائيل عنهم قليلًا. في بعض الأحيان، كانوا يعاملون ببرود زوجة أبيهم وينادونها بلقب ساخر «ماردينكا- بيرل ماتيري». أعربوا أيضًا صراحة عن رغبتهم في بدء حياة مستقلة خارج المنزل وأغضب ذلك أباهم. عندما بلغ العاشرة، كان ميخائيل قد أظهر مواهب فنية من خلال الرسم والمسرح والموسيقى، التي احتلت في حياته المستقبلية مكانًا لا يقل عن الرسم. وفقًا لديمترييفا: «كان الصبي مثل صبي، موهوب، لكنه أقرب إلى هاوٍ متعدد المؤهلات من الفنان المهووس الذي صاره لاحقًا». 
بالإضافة إلى ذلك، استأجر ألكساندر فروبيل لميخائيل مدرسًا خاصًا اسمه أندريه غودين من جمنازيوم ساراتوف، والذي درسه تقنيات الرسم المتقدمة. في ذلك الوقت، عُرضت نسخة من «الحساب الأخير» لميكيلانجيلو في ساراتوف. أُعجب ميخائيل كثيرًا باللوحة لدرجة أنه، وفقًا لأخته، أعاد إنتاجها غيبًا بكل تفاصيلها.

### المدرسة الثانوية
باشر ميخائيل فروبيل تعليمه في مدرسة سانت بطرسبرغ الثانوية الخامسة. أولت إدارة المدرسة اهتمامًا خاصًا بدروس الرقص والجمباز وتحديث طرق التعليم وتطوير الدراسات الكلاسيكية والتطور الأدبي لطلاب المرحلة الثانوية. كذلك كان والده ألكسندر في سانت بطرسبرغ وهناك آثر حضور محاضرات في أكاديمية ألكسندر للقانون العسكري كطالب مستمع. حضر ميخائيل دروسًا في التصوير الزيتي في المدرسة التابعة للجمعية الإمبراطورية لتشجيع الفنون إلى جانب دراسته في المدرسة الثانوية. بيد أن اهتمامه انصب في المقام الأول على العلوم الطبيعية ويعود الفضل في هذا إلى أستاذه نيكولاي بيسكوف الذي كان من المنفيين السياسيين. انتقلت عائلة فروبيل إلى مدينة أوديسا في عام 1870، وذلك بعد أن عاشت في سانت بطرسبرغ لمدة ناهزت الثلاثة أعوام. وهناك عُين ألكسندر قاضيًا في محكمة الحامية في المدينة.